# ریچارد توماس (هنرپیشه)
ریچارد توماس (انگلیسی: Richard Thomas؛ زادهٔ ۱۳ ژوئن ۱۹۵۱) یک هنرپیشه اهل ایالات متحده آمریکا است. وی از سال ۱۹۵۸ میلادی تاکنون مشغول فعالیت بوده‌است.

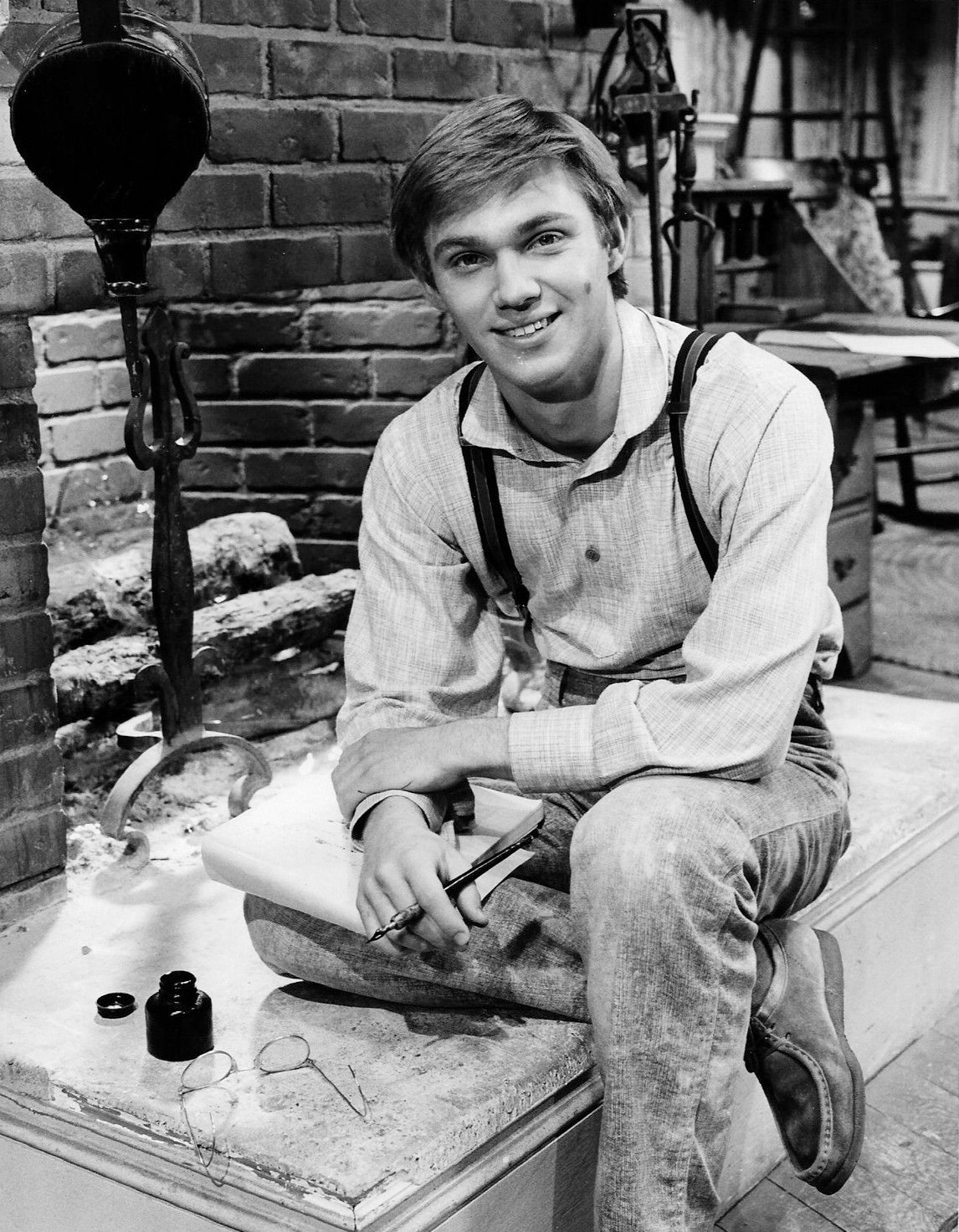

## گزیده فیلمشناسی
از فیلم‌ها یا برنامه‌های تلویزیونی که وی در آن نقش داشته‌است می‌توان به آثار زیر اشاره کرد.
- خانه عروسک (۱۹۵۹)
- دکتر مارکوس ولبی (۱۹۶۹–۱۹۷۰)
- خانواده والتون (۱۹۸۱–۱۹۷۲)
- نایت گالری (۱۹۷۲)
- در جبهه غرب خبری نیست (۱۹۷۹)
- سرزمین موعود (۱۹۹۶)
- خانواده رابینسون (۱۹۹۸)
- به دست آوردن وودستاک (۲۰۰۹)
- آگهی تلویزیونی مرسدس بنز (۲۰۰۶، ۲۰۱۰) صدا
- آگهی تلویزیونی پرودنشال فایننشل (۲۰۱۰) صدا
- آمریکایی‌ها (مجموعه تلویزیونی) (۲۰۱۳–۲۰۱۵)
- یقه سفید (مجموعه تلویزیونی) (۲۰۱۳) یک اپیزود
- همسر خوب (۲۰۱۴) یک اپیزود